# Sarkoidy u koni

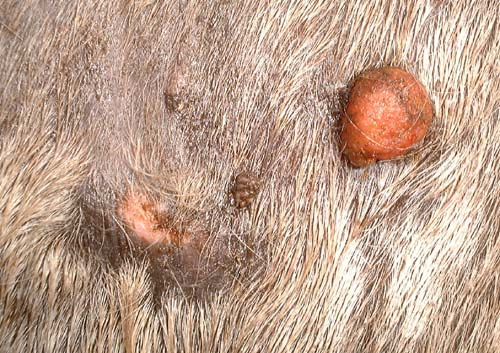
Guzy sarkoidowe u konia

Sarkoidy u koni – miejscowo złośliwa forma nowotworu występująca u koniowatych. Objawia się występowaniem guzów (sarkoidów) na skórze. Choroba nie atakuje organów wewnętrznych. Sarkoidy są najczęściej jedynie problemem kosmetycznym, nie przeszkadzają w życiu konia i nie są zakaźne. Istnieją jednak przypadki, kiedy może nastąpić owrzodzenie lub pęknięcie sarkoida i może dojść do zakażenia.

## Przyczyna
Przyczyną jest wirus z rodziny Papillomaviridae (BPV) typu I i II.
Sarkoidy są chorobą skóry i najczęściej występują na głowie, szyi i kończynach konia. Badania przeprowadzone w 1999 roku przez Equine Disease Quarterly wykazały, że zmiany występują w 51% na głowie i szyi, 25% na nogach i łopatkach oraz w 24% na tułowiu, szyi i genitaliach.

## Typy zmian

### Sarkoidy brodawkowe
- suche, zrogowaciałe partie skóry
- narośl zaczyna się w skórze właściwej najprawdopodobniej następne stadium sarkoida płaskiego
- brak owłosienia w miejscu narośli
- najczęstsze występowanie: genitalia, pachwiny, uszy, głowa

### Fibroblasty
- stosunkowo duże, zrogowaciałe narośle na skórze
- czasami narośl osadzona jest na nóżce
- narośl szybko rozrasta się
- często występuje owrzodzenie
- najcięższa forma sarkoidów
- najczęstsze występowanie: klatka piersiowa, kończyny, szyja, podbrzusze

### Mieszane sarkoidy
- kombinacja co najmniej dwóch typów sarkoidów
- najczęstsze występowanie: genitalia, głowa

### Sarkoidy płaskie
- zmiany skóry o okrągłym lub nieregularnym kształcie
- występuje w naskórku
- narośl wolno się rozwija
- brak owłosienia w miejscu narośli
- najczęstsze występowanie: powieki, uszy, chrapy, szyja

### Sarkoidy kuliste
- narośl zaczyna się w tkance podskórnej
- zmiana osadzona pod naskórkiem
- w przypadku owrzodzenia może stać się sarkoidem typu fibroblast
- najczęstsze występowanie: genitalia, kąciki powiek

## Leczenie
Istnieje wiele metod leczenia sarkoidów. Wybierając metodę należy brać pod uwagę typ sarkoidów, usytuowanie, wielkość i liczbę zmian. Sarkoidy usytuowane na powiekach lub w miejscach gdzie mogą być podrażnione przez sprzęt (np. ogłowie lub popręg) powinny być poddane leczeniu jako pierwsze. Jeśli nastąpi pęknięcie lub owrzodzenie zmian interwencja weterynarza powinna być natychmiastowa gdyż istnieje ryzyko wdarcia się infekcji innego rodzaju.

## Metody leczenia sarkoidów

### Operacja
Fizyczne usunięcie zmian. Metoda ta często jest stosowana w przypadku pojawiania się sarkoidów na powiece lub innym niewygodnym dla konia miejscu.

#### Zalety metody
- szybkie usunięcie narośli

#### Wady metody
- duże prawdopodobieństwo nawrotu choroby o zwiększonej złośliwości
- możliwość wystąpienia narośli w innych, wcześniej zdrowych partiach skóry

### Zamrażanie
Zamrożenie zmian, a następnie ich fizyczne usunięcie. Niska temperatura (najczęściej -20 °C) niszczy chorą tkankę. Metoda ta nie może być stosowana dla zmian sąsiadujących z delikatną tkanką, jaką jest np. oko.

#### Zalety metody
- mniejsze prawdopodobieństwo nawrotu

#### Wady metody
- możliwość uszkodzenia tkanki pod zmianami
- sierść w miejscu wymrożenia odrasta bez pigmentu

### Terapia odpornościowa
Metoda ta polega na zachęceniu organizmu konia do walki z nowotworem. Sukces tej metody pokazuje jak ważną rolę odgrywa silny system immunologiczny konia w walce z sarkoidami i innymi chorobami. Istnieje kilka terapii odpornościowych:
1. Szczepionka BCG – szczepionka jest podawana bezpośrednio do sarokida. BCG mobilizuje białe ciałka krwi do rozpoznania i odrzucenia zmian. Wygląd narośli po podaniu szczepionki zwykle pogarsza się przed zupełnym wyleczeniem. Aby uzyskać zadowalający efekt szczepionkę podaje się od 3 do 6 razy w przeciągu 2–3 tygodni. Jeśli poddamy tej terapii narośl np. na głowie istnieje prawdopodobieństwo, że zmiany na innych częściach ciała również się cofną.
2. Zioła – podniesienie odporności konia i tym samym zachęcenie organizmu do samodzielnej walki z sarkoidami może być osiągnięte przez podanie odpowiedniej mieszanki ziołowej. Jest to nieinwazyjna metoda i najbezpieczniejsza. Metoda ta może być stosowana u koni z łagodnymi objawami (mała liczba zmian, niewielkie zmiany) oraz jako dodatek do wcześniej wymienionych metod. Często stosuje się zioła, aby organizm zaczął odrzucać zmiany, a następnie wycina się te, które utrudniają koniowi życie (zmiany na powiekach, kończynach itp.). Połączenie tych metod zmniejsza prawdopodobieństwo nawrotu choroby.

#### Zalety metody
- nieinwazyjna metoda
- łatwy dostęp

#### Wady metody
- leczenie zwykle jest długie i wymaga kilku szczepień lub stałego podawania ziół

### Inne metody
- chemioterapia